# 古川宏
古川 宏（ふるかわ ひろし、1930年9月20日 - 2022年8月23日）は、日本の経営者。日本写真印刷社長、会長を務めた。

## 経歴
岐阜県出身。1953年に東京大学経済学部を卒業し、同年に日本勧業銀行に入行。1980年11月に日本写真印刷に転じ、1981年に常務に就任し、1985年に専務を経て、1989年に副社長に就任し、1992年4月に社長に昇格。2007年6月に会長に就任。
2022年8月23日老衰のために死去。91歳没。